# Ampelion rubrocristatus
Az Ampelion rubrocristatus a madarak (Aves) osztályának verébalakúak (Passeriformes) rendjébe, ezen belül a kotingafélék (Cotingidae) családjába tartozó faj.

## Rendszerezése
A fajt Alcide d’Orbigny és Frédéric de Lafresnaye írta le 1837-ben, az Ampelis nembe Ampelis rubrocristata néven.

## Előfordulása
Dél-Amerikában, az Andokban, Bolívia, Kolumbia, Ecuador, Peru és Venezuela területén honos. 
Természetes élőhelyei a szubtrópusi vagy trópusi hegyi esőerdők, ritkított erdők, valamint szántóföldek és legelők.

## Megjelenése
Testhossza 22 centiméter, testtömege 48–80 gramm. A tollazata szürkésbarna, feketés árnyalattal a fejen, háton és szárnyakon. A fej hátsó részén levő vörös tolltaraját, általában lapítva tartja. A farokalatti részén fehér csíkozás van. A farktollak alsó fele is fehéres. Csőre fehér, fekete véggel. A két nem hasonló megjelenésű.
|  |

## Életmódja
Főleg gyümölcsökkel táplálkozik, alkalmanként rovarokat is fogyaszt.

## Természetvédelmi helyzete
Az elterjedési területe rendkívül nagy, egyedszáma pedig stabil. A Természetvédelmi Világszövetség Vörös listáján nem fenyegetett fajként szerepel.